# JBR Honda
JBR Honda is een historisch merk van motorfietsen.
JBR Honda stond voor: John Banks Racing Honda. 
De voormalige Britse motorcrosser John Banks bouwde in 1977 en 1978 een aantal 500 cc crossers. De eerste was gebaseerd op een Honda XL 350, de tweede had het officiële XR 500-blok al voordat de XR 500 uitkwam.